# Польська Народна Партія - Народна Згода
Польська Народна Партія - Народна Згода (пол. Polskie Stronnictwo Ludowe – Porozumienie Ludowe, PSL-PL) — польська права політична партія, що походить від руху «Солідарність», заснована на базі виборчої комісії «Народна Згода», що діяла в 1992-1999 роках.

## Історія

### Народна Згода і вибори 1991 року
Виборчий комітет Народного Руху «Народна Згода» був створений перед парламентськими виборами 1991 року. Його організували антикомуністичні гуртки селянського руху, за винятком маргінальної «Ojcowizna» Романа Бартоща.
До складу комітету входили Незалежна самоврядна профспілка індивідуальних фермерів «Солідарність», PSL «Солідарність» і Польська народна партія (Mikołajczyków), об’єднуючи деяких нещодавніх активістів PSL (Wilanów), зібраних навколо Генрика Бонка.
Головою виборчої комісії став Юзеф Сліш, віце-маршалок Сенату першого терміну. Загальнонаціональний список РЛ «ПЛ» до Сейму 1991 р. відкривали:
- Габріель Яновський,
- Іренеуш Нєвяровський,
- Генрик Бак,
- Антоній Фуртак,
- Казимир Ростек,
- Роман Вержбіцький,
- Ванда Сікора,
- Артур Балаж,
- Влодзімеж Сумара,
- Збігнєв Лех.

Під час голосування комітет отримав 5,47% голосів, що означає 28 депутатських і 7 сенатських мандатів. В результаті домовленостей Генрик Бонк був обраний заступником маршалка Сейму, а Юзеф Сліш знову обійняв посаду заступника маршалка Сенату. Водночас парламентарі ПСЛ «Солідарність» створили окремий депутатський клуб із 10 депутатів та 2 сенаторів.

### ПСЛ-ПЛ у парламенті в 1992–1993 рр
На початку 1992 року інші підписанти комітету сформували об’єднану групу під назвою Polskie Stronnictwo Ludowe – Pogranicze Ludowe, в рамках якої PSL-Mikołajczykowskie зберегла певну автономію. Депутатський клуб (залишився під назвою Народна Згода) очолив Фелікс Клімчак . Габріель Яновський став головою партії, офіційно створеної 8 березня, і обіймав цю посаду протягом усього періоду існування партії.
Народна партія увійшла до складу уряду Яна Ольшевського (Габріель Яновський очолив міністерство сільського господарства), а потім створила багатопартійний кабінет Ганни Сухоцької . У рамках цього вони знову отримали портфель міністра сільського господарства (для свого лідера), а також міністра довкілля для сенатора Зигмунта Гортмановича. Сенатор Єжи Камінський також увійшов до уряду як міністр без портфеля.

### 1993–1999 роки
Для цілей позачергових парламентських виборів PSL-PL створила власну виборчу комісію, попередньо провівши безуспішні коаліційні переговори, напр. з Християнсько-національним союзом . Водночас група партійних активістів (в т.ч. Анджей Лущевський, Януш Билінський) приєднався до Безпартійного блоку підтримки реформ Леха Валенси.
Загальнонаціональний список PSL-PL відкрили Габріель Яновський, Генрик Бонк, Маріан Дембіньскі, Лешек Дзямскі та Єжи Хросціковський. Під час голосування партія отримала 2,37% голосів, не перевищивши 5% виборчий бар'єр до Сейму. Однак вона здобула один сенатський мандат (Юзеф Фрончек), а також до Сенату потрапила кандидатка РІ НСЗЗ «Солідарність» (Ядвіга Стокарська). Профспілкові діячі сільськогосподарського «S» незабаром відмовилися від тіснішої співпраці з партією Габріеля Яновського, підтримуючи політичні ініціативи Яна Ольшевського.
У наступні роки Селянська партія брала участь у ряді політичних ініціатив, які інтегрували позапарламентське праве крило. Вони увійшли до складу Альянсу за Польщу та монастиря святої Катерини. У 1995 році вони підтримали Леха Валенсу, який балотувався на переобрання на президентських виборах.
Через рік вони заснували Виборчу акцію солідарності, в рамках якої на виборах 1997 року PSL-PL отримала три місця в парламенті (Габріель Яновський, Лешек Дзямскі та Збігнєв Ринасевич) і одне місце в сенаті (Юзеф Фрончек). 15 січня 1999 року з'їзд партії ухвалив рішення про її розпуск і приєднання до Громадського руху AWS, що припинило самостійну діяльність цієї групи.